# Dejan Kulusevski
Dejan Kulusevski (* 25. April 2000 in Stockholm) ist ein schwedischer Fußballspieler. Er gilt als flexibler Offensivspieler, der sowohl auf die Positionen der beiden Flügelseiten als auch in der Zentrale jene des offensiven Mittelfeldspielers besetzen kann. Kulusevski steht beim englischen Erstligisten Tottenham Hotspur unter Vertrag und ist seit 2019 A-Nationalspieler. In den Jahren 2022 und 2023 wurde er mit dem Guldbollen als Schwedens Fußballer des Jahres ausgezeichnet.

## Karriere

### Verein
Kulusevski begann mit dem Fußballspielen beim IF Brommapojkarna in der schwedischen Hauptstadt Stockholm. Dort spielte er in diversen Juniorenauswahlen und machte mit starken Leistungen Vereine aus stärkeren Ligen auf sich aufmerksam. Aufgrund seines Talents war es nicht unüblich, dass er mit älteren Jungs zusammenspielte. Am 7. Juli 2016 wechselte der Offensivspieler für eine Ausbildungsentschädigung in Höhe von 165.000 Euro in die Nachwuchsabteilung des italienischen Erstligisten Atalanta Bergamo. Dort spielte er die Saison 2016/17 in der U17-Mannschaft und konnte mit 17 Treffern in 26 Ligaspielen überzeugen. Diese Torquote konnte er in der darauffolgenden Spielzeit für die U19 nicht fortsetzen, beendete diese mit 15 Scorerpunkten – fünf Tore und zehn Vorlagen – in 27 Ligaspielen dennoch stark.
Während der nächsten Saison 2018/19 wurde er bereits mehrfach von Cheftrainer Gian Piero Gasperini für den Spieltagskader der ersten Mannschaft nominiert. Am 20. Januar 2019 (20. Spieltag) bestritt er dann sein Debüt in der Serie A, als er beim 5:0-Auswärtssieg gegen Frosinone Calcio in der 72. Spielminute für den Niederländer Marten de Roon eingewechselt wurde. Nach einem weiteren Einsatz als Einwechselspieler, stand er am 23. Februar (25. Spieltag) bei der 0:2-Auswärtsniederlage gegen den FC Turin erstmals in der Startformation, wurde aber nach 71 gespielten Minuten ausgewechselt. Diese drei Spiele blieben seine einzigen in dieser Spielzeit für die Herrenmannschaft, während er parallel dazu in 19 Ligaspielen für die U19 acht Tore erzielte und 12 vorbereitete.
Um Spielpraxis sammeln zu können, wechselte er am 18. Juli 2019 auf Leihbasis für die gesamte Saison 2019/20 zum Ligakonkurrenten Parma Calcio. Am ersten Spieltag, bei der 0:1-Heimniederlage gegen Juventus Turin am 24. August, debütierte er für die Crociati. Bereits am nächsten Spieltag bereitete Kulusevski zwei Tore seiner Mannschaft vor und trug damit wesentlich zum 3:1-Auswärtssieg bei Udinese Calcio bei. In der Folge etablierte er sich als wesentlicher Bestandteil der Startformation von Trainer Roberto D’Aversa. Sein erstes Tor folgte dann am 30. September beim 3:2-Heimsieg gegen den FC Turin, als er nach nur 77 Sekunden ein ideales Zuspiel von Gervinho aus kürzester Distanz verwertete. Beim 5:1-Heimsieg gegen den CFC Genua drei Wochen später traf er erneut und steuerte zwei Vorlagen bei.
Sein rascher Aufstieg hatte zur Folge, dass sich bereits im Winter 2019 europäische Spitzenvereine bei Atalanta nach dem jungen Flügelspieler erkundigten. Am 2. Januar 2020 sicherte sich der italienische Rekordmeister Juventus Turin seine Dienste für eine Ablösesumme in Höhe von 35 Millionen Euro. Bei der Alten Dame unterzeichnete er einen Vertrag bis 2024, verblieb aber bis Saisonende bei Parma Calcio. Die Saison beendete er mit zehn Toren und neun Vorlagen in 36 Ligaeinsätzen.
Zur Spielzeit 2020/21 folgte der Wechsel zu den Turinern. Bereits in seinem Debütspiel am 20. September 2020 (1. Spieltag) beim 3:0-Auswärtssieg gegen Sampdoria Genua gelang ihm ein Torerfolg. Bis zum Saisonende erzielte er in 35 Ligaspielen 4 Tore für Juventus. Nach der Hinrunde der anschließenden Saison, verlieh ihn Juve am 31. Januar 2022 an den englischen Erstligisten Tottenham Hotspur. Die Leihe wurde für 18 Monate vereinbart und enthält zudem eine Kaufoption. Bei seinem neuen Verein fand sich der Schwede schnell zurecht und erzielte 5 Tore in 18 Spielen der Premier League 2021/22, die er mit Tottenham als Tabellenvierter abschloss. Nach der Saison verpflichtete ihn der Verein fest für eine Ablöse von 30 Millionen Euro.

### Nationalmannschaft
Kulusevskis Eltern stammen aus Mazedonien, weshalb es ihm möglich war, entweder für die schwedische oder für die nordmazedonische A-Nationalmannschaft aufzulaufen.
Nach ersten Einsätzen in der schwedischen U15-Nationalmannschaft bestritt er von Ende 2015 bis Mai 2016 dann Einsätze für die mazedonische U-17-Auswahl. Anschließend spielte er jedoch wieder für Schweden. Mit 17 Jahren erhielt er eine Einladung für die mazedonische A-Nationalmannschaft. Diese lehnte er jedoch mit der Begründung ab, für Schweden spielen zu wollen.
Ab August 2015 spielte er für die U17 Schwedens. Dort erzielte er in zwei Jahren sechs Tore in 19 Länderspielen. Für die U19 absolvierte er dann bis November 2018 13 Spiele, in denen er zweimal treffen konnte.
Seit März 2019 ist Kulusevski schwedischer U21-Nationalspieler. Sein Debüt in der A-Nationalmannschaft gab er am 18. November 2019 beim 3:0-Sieg in der Qualifikation zur Europameisterschaft 2021 gegen die Färöer. Am 14. November 2020 erzielte er beim 2:1-Heimsieg gegen Kroatien in der UEFA Nations League seinen ersten Länderspieltreffer.
Mit der schwedischen Auswahl erreichte er bei der Europameisterschaft 2021 das Achtelfinale, wo Schweden gegen die Ukraine ausschied. Kulusevski kam dabei in zwei Spielen zum Einsatz: Gegen Polen wurde er im dritten Gruppenspiel in der 55. Minute eingewechselt, gegen die Ukraine stand er in der Startelf, wurde aber in der siebten Minute der Verlängerung ausgewechselt.

## Erfolge und Auszeichnungen
- Europa-League-Sieger: 2025
- Italienischer Pokalsieger: 2020/21
- Italienischer Supercupsieger: 2020
- Serie-A-U23-Spieler der Saison: 2019/20
- Guldbollen: 2022, 2023